# Kelly Coffield Park
Kelly Coffield Park, geboren als Kelly Pecora (Des Plaines, 19 januari 1962), is een Amerikaanse actrice en komiek. Park is ook actief onder de naam Kelly Coffield.

## Biografie
Park is getrouwd met komiek Steve Park, die zij heeft leren kennen op de set van de televisieserie In Living Color, waar zij in 117 afleveringen speelde (1990-2001). Voor haar rol in deze televisieserie heeft zij in 2012 een TV Land Award gewonnen samen met de cast.

## Filmografie

### Films
Uitgezonderd korte films.
- 2012 Hillblly Highway – als Ma Gatsfield
- 2012 Nature Calls – als Mevr. Hartnett
- 2011 The One – als Sandy
- 2011 The Beaver – als moeder van Norah
- 2010 The Best and the Brightest – als Cindy Tanaka-Blumstein
- 2009 Bride Wars – als Kathy
- 2008 College Road Trip – als huismoeder
- 2007 Mo – als Wendy Rabinowitz
- 2006 LiTTLEMAN – als de juwelier
- 2005 Lucky 13 – als Kelly Woodward
- 2000 The Specials – als Power Chick
- 2000 Scary Movie – als lerares
- 1998 Rhinos – als Rhonda Ramsey
- 1996 Jerry Maguire – als Jan
- 1994 Quiz Show – als buurvrouw
- 1994 Floundering – als Christi
- 1990 The Kid Who Loved Christmas – als Linda Cowley
- 1989 Field of Dreams –als Dee

### Televisieseries
Uitgezonderd eenmalige gastrollen.
- 2018 - 2020 Kidding - als Joanne - 4 afl.
- 2019 The Young and the Restless - als Suzanne Fuller - 2 afl.
- 2010 The Stay-At-Home Dad – als Beverly Gold - ? afl.
- 2002 – 2004 My Wife and Kids – als Helen Tyler – 4 afl.
- 1990 – 2001 In Living Color – als diverse karakters – 117 afl.
- 1999 – 2000 Once and Again – als Naomi – 9 afl.
- 1997 – 1998 413 Hope St. – als Sylvia Jennings – 10 afl.
- 1995 If Not for You – als Suzette / Suzanne – 3 afl.
- 1994 Seinfeld – als Noreen – 2 afl.

### Computerspellen
- 2009 Grand Theft Auto IV: The Ballad of Gay Tony – als belster